# Pachygaster dorsalis
Pachygaster dorsalis är en tvåvingeart som beskrevs av Lindner 1957. Pachygaster dorsalis ingår i släktet Pachygaster och familjen vapenflugor. Inga underarter finns listade i Catalogue of Life.